# 青木真樹
青木 真樹（あおき まさき）は、日本の映画プロデューサー、テレビプロデューサー。

## 経歴
「蟬しぐれ」「感染列島」「S～最後の警官」など、多数の日本映画のプロデューサーを務めている。また、民放テレビの情報番組「たけしのニッポンのミカタ」のプロデューサーも務め、TVCMのプランナー＆プロデューサーも務める。

## 作品

### 映画
- 大河の一滴（2001年、東宝）
- メトロポリス（2001年、東宝）
- 千年の恋～ひかる源氏物語（2001年、東映）
- ソウル（2002年、東宝）＊アソシエイトプロデューサー
- 恋に唄えば（2002年、KADOKAWA)＊エクゼクティブプロデューサー
- 卒業（2002年、東宝）
- あずみ（2002年、東宝）＊企画協力
- 黄泉がえり（2003年、東宝）
- ドラゴンヘッド（2003年、東宝）
- スウィングガール（2004年、東宝）
- 恋人はスナイパー劇場版（2004年、東映）＊企画
- 蟬しぐれ（2005年、東宝）　＊協力プロデューサー
- NIN×NIN 忍者ハットリくん THE MOVIE（2005年、東宝）＊製作担当
- あずみ２　death or love（2005年、東宝）＊企画
- 虹の女神　Rainbow Song（2006年、東宝）
- どろろ（2007年　、東宝）
- Life 天国で君に逢えたら（2007年、東宝）
- 僕の彼女はサイボーグ（2008年GAGA）＊企画[2]
- 感染列島（2009年東宝）＊共同プロデューサー
- 余命一ヶ月の花嫁（2009年、東宝）
- ボックス！（2010年　東宝）
- 大奥（2010年、松竹）
- 忍たま乱太郎（2011年、ワーナー）
- クローバー（2014年、東宝）
- マエストロ！（2015年、松竹）
- 悪の経典（2012年、東宝）
- 大奥～永遠（2012年、松竹）
- プラチナデータ（2013年、東宝）
- だいじょうぶ3組（2013年、東宝）
- 寄生獣（2015年、東宝）
- S-最後の警官- 奪還 RECOVERY OF OUR FUTURE　（2015年、東宝）＊プロデューサー
- 関ヶ原（2017年、東宝）

### テレビドラマ
- S-最後の警官（2014年、TBS）＊特別協力

### テレビ番組
- たけしのニッポンのミカタ（2015年～2018年、テレビ東京）＊プロデューサー

### テレビCM
- 雪印メグミルク『恵 ガセリ菌SP株ヨーグルト』×映画『S-最後の警官』コラボTVCM　＊CMプランナー／プロデューサー
- イオン『 夏の恵方巻き』×映画『忍たま乱太郎』コラボTVCM　＊CMプランナー／プロデューサー
- JACCSカード×映画『大奥』コラボTVCM　＊CMプランナー／プロデューサー
- 白元マスク『快適ガードプロ』×映画『感染列島』コラボTVCM　＊プロデューサー
- オリバーソース「どろソース」×映画『どろろ』コラボTVCM　＊プロデューサー